# Naciśnij Enter
NACIŚNIJ ENTER■ (oryg. ang. Press ENTER■) – opowiadanie science fiction amerykańskiego pisarza Johna Varleya. Nagrodzone  Hugo, Nebulą, Nagrodą Locusa, a także SF Chronicle Award w 1985 r. oraz Nagrodą Seiun w 1987.
W polskim tłumaczeniu Wiktora Bukato ukazało się w antologii Don Wollheim proponuje – 1985: Najlepsze opowiadania science fiction 1984 (wyd. Alfa, 1985), a następnie w antologii Rakietowe szlaki 3 (wyd. Solaris, 2011).
Opowiada o możliwych zagrożeniach, wynikających z nadmiernego zaangażowania komputerów w życie ludzkie oraz niebezpieczeństwie samorzutnych narodzin sztucznej inteligencji.